# فسفولیپاز ای۲
فسفولیپاز (به انگلیسی: Phospholipase A2) آنزیمی از گروه لیپازها است که فسفولیپیدها را به اسیدهای چرب و ترکیبات چربی دوست دیگر تجزیه می‌کند.

## انواع آنزیم فسفولیپاز
چهار گروه اصلی آنزیم فسفولیپاز عبارتند از A، B، C و D،
فسفولیپاز نوع A خود دارای دو زیرگروه A۱ و A۲ است. فسفولیپازA۲ بر روی مولکول لسیتین مؤثر است و آن را هیدرولیز می‌کند. این آنزیم در سم مار و عقرب نیز وجود دارد. بر اثر عملکرد این آنزیم فسفاتیدیل کولین هیدرولیز و با از دست دادن یک اسید چرب به لیزوفسفاتیدیل کولین تبدیل می‌شود.

## تولیدایکوزانوئیدها
آنزیم فسفولیپاز A فسفولیپیدهای غشای سلول (استریفیه) را به اسید آراشیدونیک (غیراستریفیه) تبدیل می‌کند. سپس آنزیم سیکلواکسیژناز باعث تبدیل اسید آراشیدونیک به پروستاگلاندین H۲ می‌شود که پیشساز سایر پروستاگلاندینها است.

بیوسنتز ایکوزانوئید.